# Fridtjof
Fridtjof ist ein männlicher Vorname.

## Herkunft und Bedeutung des Namens
Der Name stammt aus dem Altnordischen und setzt sich aus den Teilen frid (Frieden) und tjof (Fürst) zusammen.

## Varianten
Friedjof, Fridjof, Fridtjof, Frithjof, Fritjof

## Namensträger

### Fridtjof
- Fridtjof Backer-Grøndahl (1885–1959), norwegischer Pianist und Komponist
- Fridtjof Kelber (1938–2021), deutscher Politiker
- Fridtjof Mjøen (1897–1967), norwegischer Schauspieler und Mediziner
- Fridtjof Nansen (1861–1930), norwegischer Zoologe, Polarforscher und Friedensnobelpreisträger
- Fridtjof Paumgarten (1903–1986), österreichischer Skilangläufer, Skispringer und Nordischer Kombinierer
- Fridtjof Schliephacke (1930–1991), deutscher Architekt und Designer
- Fridtjof Speer (* 1923), deutsch-US-amerikanischer Physiker und Weltraumfahrtexperte
- Fridtjof Tischendorf (* 1997), norwegischer Snowboarder

### Frithjof
- Frithjof Aurich (1933–2013), deutscher Physikochemiker
- Frithjof Bergmann (1930–2021), amerikanischer Philosoph und Anthropologe
- Frithjof Bestmann (1898–1990), deutscher lutherischer Geistlicher, Stiftspropst und Heimatforscher
- Frithjof Haas (1922–2013), deutscher Kapellmeister und Musikwissenschaftler
- Frithjof Henckel (* 1950), deutscher Ruderer
- Frithjof Hoffmann (1931–2012), deutscher Theaterschauspieler und Sänger
- Frithjof Kleen (* 1983), deutscher Segler
- Frithjof Kühn (* 1943), deutscher Politiker
- Frithjof Look (* 1987), deutscher Stadtplaner und Baubeamter
- Frithjof Olsen (1883–1922), norwegischer Turner
- Frithjof Paulsen (1895–1988), norwegischer Eisschnellläufer
- Frithjof Elmo Porsch (1924–2015), deutscher Schriftsteller
- Frithjof Prydz (1943–1992), norwegischer Skispringer und Tennisspieler
- Frithjof Rodi (* 1930), deutscher Philosoph
- Frithjof Rüde (1905–1970), deutscher Schauspieler und Regisseur
- Frithjof Benjamin Schenk (* 1970), deutscher Historiker
- Frithjof Sælen (1892–1975), norwegischer Turner
- Frithjof Schmidt (* 1953), deutscher Politiker
- Frithjof Schuon (1907–1998), Orientalist und Religionsphilosoph
- Frithjof Schwerdt (* 1987), deutscher Segelwelt- und Europameister im Musto Skiff
- Frithjof Smith-Hald (1846–1903), norwegischer Landschaftsmaler
- Frithjof Trapp (* 1943), deutscher Germanist
- Frithjof Vierock (1943–2020), deutscher Schauspieler
- Frithjof Voss (1936–2004), deutscher Geograph, Hochschullehrer, Unternehmer und Stifter

### Fritjof
- Fritjof Capra (* 1939), österreichischer Systemtheoretiker, Physiker und Philosoph
- Fritjof Haft (* 1940), deutscher Rechtswissenschaftler
- Fritjof Hillén (1893–1977), schwedischer Fußballspieler
- Fritjof Meyer (* 1932), deutscher Politologe und Journalist
- Fritjof von Nordenskjöld (* 1938), deutscher Diplomat
- Fritjof Svensson (1896–1961), schwedischer Ringer